# Atletiek op de Olympische Zomerspelen 2020 – 4×100 meter mannen
De 4×100 meter voor mannen  op de Olympische Zomerspelen 2020 vond plaats op donderdag 5 en vrijdag 6 augustus 2021 in het  Olympisch Stadion. 

## Records
Voorafgaand aan het toernooi waren dit het wereldrecord en het olympisch record.
| Wereldrecord     | Jamaica Nesta Carter Michael Frater Yohan Blake Usain Bolt | 36,84 | Londen | 11 augustus 2012 |
| Olympisch record | Jamaica Nesta Carter Michael Frater Yohan Blake Usain Bolt | 36,84 | Londen | 11 augustus 2012 |

## Resultaten

### Series
De drie snelste teams van elke serie kwalificeerden zich direct voor de finale (Q). Van de overgebleven teams kwalificeerden de twee tijdsnelsten zich ook voor de finale (q).

#### Serie 1
| Rang | Baan | Land | Atleten                                                                               | Reactie | Tijd  | Bijz.    |
| ---- | ---- | ---- | ------------------------------------------------------------------------------------- | ------- | ----- | -------- |
| 1    | 5    | JAM  | Jevaughn Minzie, Julian Forte, Yohan Blake, Oblique Seville                           | 0,146   | 37,82 | Q, WL SB |
| 2    | 3    | GBR  | Chijindu Ujah, Zharnel Hughes, Richard Kilty, Nethaneel Mitchell-Blake                | 0,152   | 38,02 | Q, SB    |
| 3    | 4    | JPN  | Shuhei Tada, Ryota Yamagata, Yoshihide Kiryū, Yuki Koike                              | 0,147   | 38,16 | Q, SB    |
| 4    | 9    | FRA  | Mouhamadou Fall, Jimmy Vicaut, Méba-Mickaël Zeze, Ryan Zeze                           | 0,156   | 38,18 | SB       |
| 5    | 2    | BRA  | Rodrigo do Nascimento, Felipe Bardi dos Santos, Derick Silva, Paulo André de Oliveira | 0,140   | 38,34 | SB       |
| 6    | 8    | TTO  | Kion Benjamin, Eric Harrison Jr,, Akanni Hislop, Richard Thompson                     | 0,150   | 38,63 | SB       |
|      | 6    | NED  | Joris van Gool, Taymir Burnet, Chris Garia, Churandy Martina                          | 0,146   |       | DNF      |
|      | 7    | RSA  | Clarence Munyai, Shaun Maswanganyi, Chederick van Wyk, Akani Simbine                  | 0,150   |       | DNF      |

#### Serie 2
| Rang | Baan | Land | Atleten                                                                 | Reactie | Tijd  | Bijz.   |
| ---- | ---- | ---- | ----------------------------------------------------------------------- | ------- | ----- | ------- |
| 1    | 4    | CHN  | Tang Xingqiang, Xie Zhenye, Su Bingtian, Wu Zhiqiang                    | 0,152   | 37,92 | Q, SB   |
| 2    | 9    | CAN  | Aaron Brown, Jerome Blake, Brendon Rodney, Andre De Grasse              | 0,177   | 37,92 | Q, SB   |
| 3    | 5    | ITA  | Lorenzo Patta, Marcell Jacobs, Eseosa Desalu, Filippo Tortu             | 0,170   | 37,95 | Q, NR   |
| 4    | 6    | GER  | Julian Reus, Joshua Hartmann, Deniz Almas, Lucas Ansah-Peprah           | 0,134   | 38,06 | q, SB   |
| 5    | 8    | GHA  | Sean Safo-Antwi, Benjamin Azamati-Kwaku, Emmanuel Yeboah, Joseph Amoah  | 0,137   | 38,08 | q, NR   |
| 6    | 3    | USA  | Trayvon Bromell, Fred Kerley, Ronnie Baker, Cravon Gillespie            | 0,148   | 38,10 | SB      |
| 7    | 7    | DEN  | Simon Hansen, Tazana Kamanga-Dyrbak, Kojo Musah, Frederik Schou-Nielsen | 0,143   | 38,16 | NR      |
|      | 2    | TUR  | Ertan Özkan, Jak Ali Harvey, Kayhan Özer, Ramil Guliyev                 | 0,146   | DQ    | TR 24.7 |

### Finale
| Rang   | Baan | Land | Atleten                                                                | Reactie | Tijd  | Bijz.     |
| ------ | ---- | ---- | ---------------------------------------------------------------------- | ------- | ----- | --------- |
| Goud   | 8    | ITA  | Lorenzo Patta, Marcell Jacobs, Fausto Desalu, Filippo Tortu            | 0,154   | 37,50 | NR        |
| Zilver | 4    | CAN  | Aaron Brown, Jerome Blake, Brendon Rodney, Andre De Grasse             | 0,148   | 37,70 | SB        |
| Brons  | 7    | CHN  | Tang Xingqiang, Xie Zhenye, Su Bingtian, Wu Zhiqiang                   | 0,153   | 37,79 | =NR       |
| 4      | 5    | JAM  | Jevaughn Minzie, Julian Forte, Yohan Blake, Oblique Seville            | 0,158   | 37,84 |           |
| 5      | 3    | GER  | Julian Reus, Joshua Hartmann, Deniz Almas, Lucas Ansah-Peprah          | 0,136   | 38,12 |           |
|        | 9    | JPN  | Shuhei Tada, Ryota Yamagata, Yoshihide Kiryū, Yuki Koike               | 0,139   |       | DNF       |
|        | 2    | GHA  | Sean Safo-Antwi, Benjamin Azamati-Kwaku, Emmanuel Yeboah, Joseph Amoah | 0,160   | DQ    | TR 17.3.1 |
|        | 6    | GBR  | Chijindu Ujah, Zharnel Hughes, Richard Kilty, Nethaneel Mitchell-Blake | 0,141   | DQ,   | Doping    |

1912: Jacobs, Macintosh, d'Arcy, Applegarth ·
1920: Paddock, Scholz, Murchison, Kirksey ·
1924: Clarke, Hussey, Leconey, Murchison ·
1928: Wykoff, Quinn, Borah, Russell ·
1932: Kiesel, Toppino, Dyer, Wykoff ·
1936: Owens, Metcalfe, Draper, Wykoff ·
1948: Ewell, Wright, Dillard, Patton ·
1952: Smith, Dillard, Remigino, Stanfield ·
1956: Murchison, King, Baker, Morrow ·
1960: Cullmann, Hary, Mahlendorf, Lauer ·
1964: Drayton, Ashworth, Stebbins, Hayes ·
1968: Greene, Pender, Smith, Hines ·
1972: Black, Taylor, Tinker, Hart ·
1976: Glance, Jones, Hampton, Riddick ·
1980: Moeravjov, Sidorov, Prokofjev, Aksinin ·
1984: Graddy, Brown, Smith, Lewis ·
1988: Bryzgin, Krylov, Moeravjov, Savin ·
1992: Marsh, Burrell, Mitchell, Lewis ·
1996: Esmie, Gilbert, Surin, Bailey ·
2000: Drummond, Williams, Lewis, Greene ·
2004: Gardener, Campbell, Devonish, Lewis-Francis ·
2008: Bledman, Burns, Callender, Thompson ·
2012: Carter, Frater, Blake, Bolt ·
2016: Powell, Blake, Ashmeade, Bolt ·
2020: Desalu, Jacobs, Patta, Tortu ·
2024: Brown, Blake, Rodney, De Grasse